# 黎永明
黎永明（1428年—1487年），字光亨，湖廣安陸州京山縣人，軍籍，治《詩經》。

## 生平
三月二十七日生，行三，由國子生中式湖廣鄉試第七名舉人，年二十七歲中式景泰五年（1454年）甲戌科會試第二十一名，第二甲第三十六名進士。成化二年（1466年）以南京户部郎中升任直隶順德府知府，
曾祖黎興福；祖黎添壽；父黎瓚；母田氏。具慶下，妻楊氏，兄永昌（貢士）；永芳，弟永吉；永孝。